# FC Monmouth
O FC Monmouth é um clube de futebol com sede no Condado de Monmouth, Nova Jersey . Eles jogam na Keystone Conference da Região Nordeste da National Premier Soccer League, a quarta divisão da pirâmide de futebol americana . A equipe joga seus jogos em casa no Count Basie Park em Red Bank

## História
O FC Monmouth foi fundado em 2017 por Jacco de Bruijn, Simon Nynens, Mattia Buffolino, John Kiely, Corbett Donato, Stavros Memtsoudis (todos os locais de Monmouth County) e Federico Girardi. O FC Monmouth foi designado para competir na National Premier Soccer League, o quarto nível da Pirâmide de Futebol Americano, aproximadamente igual à USL Premier Development League, a partir de 2018. Em 7 de fevereiro de 2018, foi anunciado que Brian Woods, o treinador do time de futebol masculino da Universidade William Paterson, seria o treinador da temporada inaugural do FC Monmouth. O FC Monmouth concluiu a primeira temporada invicta no seu estádio, o Count Basie Stadium, em Red Bank, Nova Jersey. Eles avançaram para os playoffs da Conferência Keystone, apenas para perder contra os eventuais finalistas da Copa Nacional FC Motown. A temporada inaugural foi amplamente vista como um sucesso, pois reuniu comunidades no Condado de Monmouth em torno do esporte do futebol. A torcida organizada da equipe, "The 732 SC", foi fundado em Rumson, Nova Jersey.